# خداحافظ تهران
خداحافظ تهران فیلمی به کارگردانی و نویسندگی ساموئل خاچیکیان محصول سال ۱۳۴۵ است.

## خلاصه داستان
آذر، بهروز ارباب جوانش را دوست دارد اما او که مشکل بینایی دارد هیچگاه یارای افشای عشقش به محبوبش را ندارد و زمانی که ارباب جوان با همسر فرنگی‌اش از اروپا بازمی‌گردد دیگر همهٔ امید دختر از بین می‌رود، پس از آن او از تهران به شیراز می‌رود و پس از معالجه چشمش همهٔ وقتش را صرف حرفهٔ پرستاری می‌کند و نامش را به میترا تغییر می‌دهد تا اینکه جنگ پیش می‌آید و دختر یکبار دیگر با محبوبش روبرو می‌شود در حالی که بهروز زخمی شده است. آن دو وارد رابطه عاشقانه‌ای میشوند بدون آنکه بهروز هویت اصلی آذر را بداند، سرانجام دختر پس از اینکه هویت واقعی خود را برای محبوبش فاش می‌کند، زندگی تازه‌ای را با او آغاز می‌نماید.

## تولید و نمایش
این فیلم را ساموئل خاچیکیان کارگردانی و نصرت‌الله کنی فیلمبرداری نمود.
این فیلم در بیست و هفتم بهمن ماه ۱۳۴۵ در سینما مولن روژ به نمایش درآمد.

## بازیگران
- بهروز وثوقی در نقش بهروز
- پوری بنایی در نقش آذر
- ایران دفتری در نقش ربابه
- ایران قادری در نقش مادر بهروز
- ساقی
- عدیله
- ماریا مغفوریان
- جلال پیشواییان
- جلال آقامالیان
- مژگان آقامالیان
- لاله
- احمد معینی
- عزیز اصلی
- شهرام شب پره